# Исмоили Сомони (район)

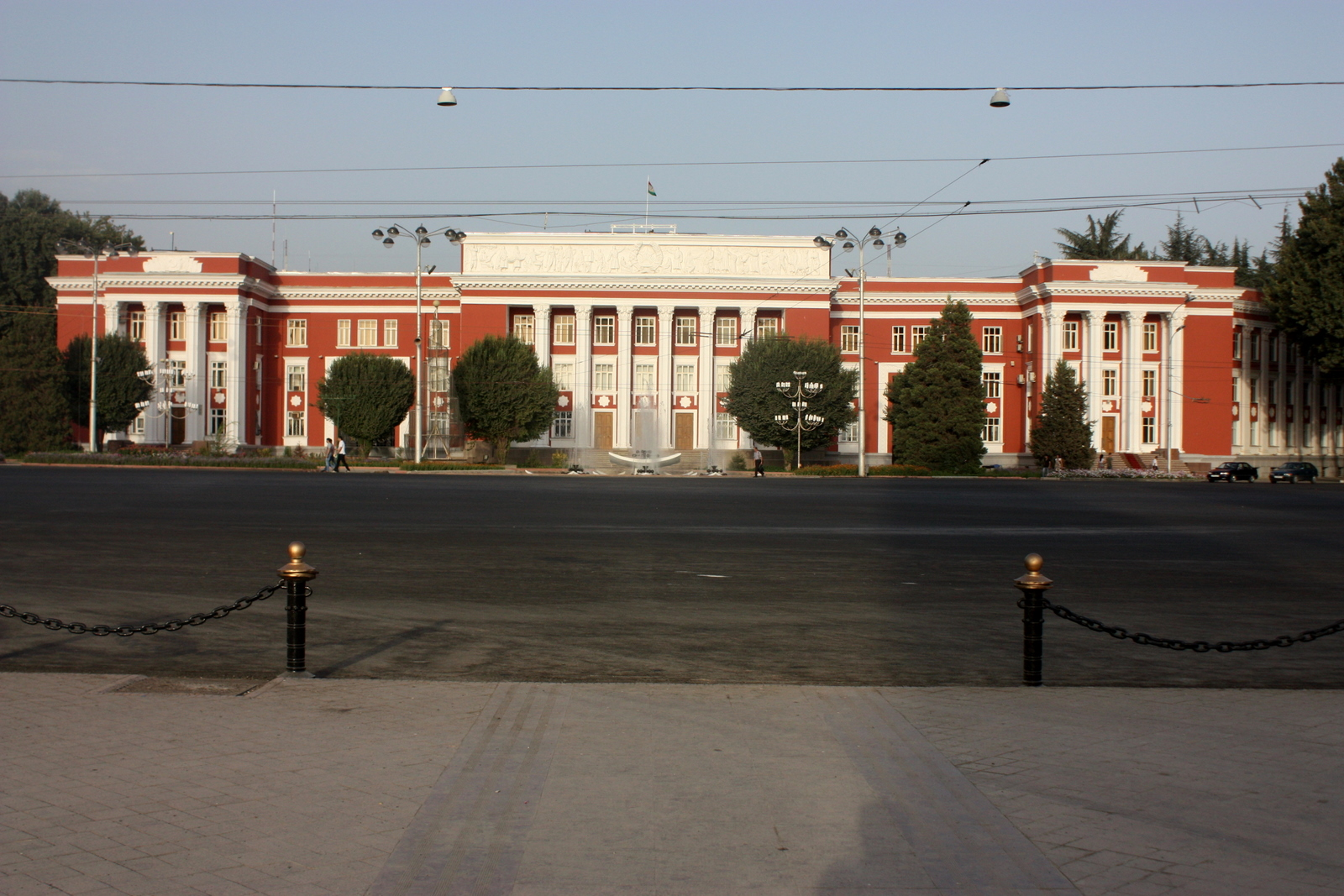
Здание парламента Таджикистана на проспекте Рудаки в районе Исмоили Сомони

Район Исмоили́ Сомони́ (тадж. Ноҳияи Исмоили Сомонӣ) — один из четырёх внутригородских районов Душанбе — столицы Таджикистана.
Самый маленький из них как по площади, так и по населению. По данным 2019 года, на территории района проживает около 148 700 человек.

## История
В советское и раннее постсоветское время район назывался Октябрьским, затем был переименован в честь эмира Исмаила Самани в рамках кампании по восстановлению и продвижению национальной идентичности.

## География
Территория района Исмоили Сомони включает в себя часть центра Душанбе, в том числе проспекты Исмаила Самани и Рудаки, а также северную оконечность города. На территории района располагаются здания Высшего собрания (парламента) Таджикистана, мэрии города и других важных учреждений.
Исмоили Сомони — самый зелёный район столицы Таджикистана, на его территории расположены зелёные зоны: парк Победы, Правительственный парк, парк Национального флага, парк имени Садриддина Айни, Детский парк, парк Рудаки, сквер Комсомольской славы, ботанический сад Ирам, парк Независимости и Свободы, парк Гагарина. Крупнейшие кладбища города — Мусульманское, Православное, Сариосиё — также расположены в этом районе.
Махаллы (микрорайоны) на территории района: Варзоб ГЭС, Варзоб, Гулистон, Озоди, Лоик Шерали, Нодира, Шафак, Чашмасор, Шураксой, Шотемур, Умари Хайём, Сариосиё, Зайнаббиби, Бадахшон, Бохтар, Турсунзода, Тошкант, Шарк, Амиршоев, Шабчарог, Яккабог, Лохути, Сахбо и т.д.